# Retour du refoulé
Le retour du refoulé est un terme psychanalytique inventé par Sigmund Freud. Le retour du refoulé est le retour hors de l'inconscient des contenus psychiques refoulés car inavouables ou inconciliables. Il s'observe selon Freud aussi bien à travers le rêve, les actes manqués, les lapsus, qu'à travers des symptômes psychopathologiques.
Jacques Lacan le caractérise en une phrase : « Ça parle là où Ça souffre ».